# Рейчел Фостер Ейвері
Ре́йчел Ґо́рдон Фо́стер Е́йвері (англ. Rachel Gordon Foster Avery 30 грудня 1858, Піттсбург, Пенсільванія, США — 26 жовтня 1919, Філадельфія, Пенсільванія, США) — американська громадська діячка, учасниця руху за жіноче виборче право. Вона стала секретарем-кореспондентом Національної асоціації американських жінок за виборчі права і відігравала ключову роль в організації зустрічей по всій країні.

## Життєпис
Народилася 30 грудня 1858 в прогресивній піттсбурзькій родині Джеймса Гейрона Фостера (політика й новинаря, головного редактора газети Pittsburgh Dispatch) і Джулії Меньюел Фостер. Учителькою Джулії в недільній школі була відома суфражистка Елізабет Кеді Стентон, що зберегла дружбу з ученицею на довгі роки. Стентон проводила збори однодумниць в будинку Фостер. Фостер була віцепрезиденткою місцевої суфражистської спільноти.
Освіту здобувала в приватній школі. 1868 року пережила смерть батька, а 1871 року з матір'ю і сестрою Джулією переїхала до Філадельфії, де вони вступили до лав Асоціації виборчих прав громадян (Citizens 'Suffrage Association). У 17 років Фостер писала статті для різних газет, подорожувала Європою з сім'єю, вивчала політекономію в Цюрихському університеті. Взимку 1879 року Фостер відвідала з'їзд Національного об'єднання за жіноче виборче право і наступного року стала працювати там секретаркою з кореспонденції. 1882 року керувала суфражистською кампанією в Небрасці.
Рейчел Фостер переконала губернатора Вайомінгу (що тоді мав статус території) Джона Гойта надати стенографію його лекції «Хороший результат тринадцятирічного досвіду голосування жінок у Вайомінгу» (англ. The Good Results of Thirteen Years Experience of Women's Voting in Wyoming Territory). Після цього своїм коштом надрукувала 20 000 листівок з цією лекцією, які розповсюджувала в Пенсільванії.
Фостер дружила і тісно співпрацювала з феміністкою Сьюзен Ентоні, яку ласкаво називала «тіткою Сьюзен». Щоб гарантувати фінансову безпеку Ентоні в літньому віці, Фостер жертвувала їй власні кошти, а також провадила збір коштів серед інших суфражисток. 1883 року вони разом вирушили в подорож по країнах Європи, відвідавши Францію, Італію, Швейцарію та Німеччину.
1887 року Фостер удочерила дівчинку, яку назвала Маріам Еліс Фостер (англ. Miriam Alice Foster).
Фостер брала участь у створенні Міжнародної ради жінок (1888) і була її секретаркою з 1889 до 1893 року. 8 листопада 1888 року Фостер взяла шлюб із Сайрусом Ейвері, з яким познайомилася на з'їзді ради. Їхнє одруження проводили священники Чарльз Еймс і Анна Говард Шоу (американська суфражистка й лікарка. Одна з перших жінок — методистських священниць). Народила двох доньок: Розу і Джулію.
Фостер Ейвері також працювала секретаркою Національної ради жінок (англ. National Council of Women) з 1891 до 1893, Світового конгресу, що представляє жінок (англ. World's Congress of Representative Women, 1893) і Міжнародного суфражистського альянсу (англ. International Woman Suffrage Alliance) з 1904 до 1909 року. 1907 обійняла посаду першої віцепрезидентки Національного американського суфражистського об'єднання (англ. National American Woman Suffrage Assosiation), через три роки подала на відставку. 1908 року була головою суфражистського об'єднання Пенсильванії (англ. Pennsylvania Woman Suffrage Association.
Померла 26 жовтня 1919 року.

## Деякі публікації
- Negotiations between the American and National Woman Suffrage Associations in regard to union (1888) — праця Фостер про перемовини Американського і Національного суфражистських об'єднань про можливий союз;[12]
- Transactions of the national council of women of the United States (1891) — літературні нариси учасниць Національної ради жінок США під редакцією Ейвері[13] ;
- Proceedings of the Thirtieth Annual Convention of the National American Woman Suffrage Association (1898) — літературні праці з тридцятої щорічної конвенції Національного американського суфражистського об'єднання, зокрема належні Ейвері.[14]